# Morsoravis sedilis
Morsoravis sedilis – gatunek średniej wielkości ptaka o statusie incertae sedis; uznawany przez różnych autorów za krewnego siewkowych (Charadriiformes) lub wróblowych (Passeriformes). Znany z Danii ze szczątków kopalnych. Okres istnienia datowany na wczesny eocen.

## Taksonomia
Zdjęcie okazu holotypowego z informacją, że jest to holotyp gatunku nazywanego wówczas Morsoravis sedile zostało po raz pierwszy opublikowane przez Dyke’a i Van Tuinena (2004), jednak bez formalnego opisu. Opis gatunku został opublikowany w roku 2010. Szczątki Morsoavis sedilis odkryto w powstałej w iprezie formacji na wyspie Morsø (Dania) – Fur Formation. Obejmowały bardzo dobrze zachowaną przestrzennie czaszkę, kręgosłup (w tym synsakrum), miednicę, lewą nogę i częściowo zachowany prawy tibiotarsus. Znalezione szczątki, stanowiące holotyp gatunku, przekazano do Muzeum Historii Naturalnej w Kopenhadze (w podrzędnym Muzeum Geologicznym) i oznaczono numerem MGUH 28930. Morsoravis sedilis należy do monotypowego rodzaju Morsoravis; przynależność do rodziny nie została ustalona (incertae sedis). Nazwa rodzajowa Morsoravis pochodzi od wyspy Morsø i łacińskiego słowa avis (ptak). Nazwa gatunkowa sedilis pochodzi również z łaciny od wyrazu sederum, znaczącego „zamieszkiwać” i przyrostka -ilis, tworzącego przymiotnik.
Zarówno Dyke i Van Tuinen (2004) jak i Bertelli i współpracownicy (2010) uznali M. sedilis za takson blisko spokrewniony z siewkowymi (Charadriiformes); z analizy filogenetycznej przeprowadzonej przez Bertelli i współpracowników (2010) wynikło bliskie pokrewieństwo M. sedilis z jedynymi uwzględnionymi w analizie przedstawicielami siewkowych, tj. z kulonami i szczudłonogami. Autorzy zaliczyli go do grupy Charadriimorphae.
Z wnioskami Bertelli i współpracowników nie zgodził się Mayr (2011), w którego ocenie cechy mające dowodzić pokrewieństwa M. sedilis i siewkowych w rzeczywistości występują też u innych grup ptaków. Analiza filogenetyczna przeprowadzona przez autora wykazała bliskie pokrewieństwo M. sedilis z eoceńskim gatunkiem Pumiliornis tessellatus i eoceńskim lub oligoceńskim Eocuculus cherpinae; analiza nie rozstrzygnęła jednak, jaką pozycję filogenetyczną zajmują te trzy gatunki w obrębie Neognathae. Późniejsza analiza przeprowadzona przez Mayra (2015) potwierdziła bliskie pokrewieństwo Morsoravis sedilis i Pumiliornis tessellatus, nie potwierdziła natomiast ich bliskiego pokrewieństwa z Eocuculus cherpinae; według tej analizy Morsoravis i Pumiliornis były natomiast blisko spokrewnione z eoceńskim Psittacopes lepidus. Z analizy wynika też, że Morsoravis, Pumiliornis i Psittacopes były przedstawicielami grupy Psittacopasserae (przez Mayra nazywanej Psittacopasseres, przez innych autorów nazywanej Passerimorphae) bliżej spokrewnionymi z wróblowymi niż z papugowymi, ale nienależącymi do najmniejszego kladu obejmującego wróblowe i wymarłą rodzinę Zygodactylidae.

## Anatomia
Rozmiarem Morsoavis sedilis był nieznacznie mniejszy od brodźca piskliwego (Actitis hypoleucos). Puszka mózgowa wypukła, zaokrąglona. W kościach dermatocranium (ang. skull roof) nie występuje pneumatyzacja. Całkowita długość czaszki to około 31,8 mm. Dziób, prosty i ostro zakończony, stanowi około połowę tej długości. Powierzchnia gładka, z wyjątkiem czterech otworów przeznaczonych na naczynia krwionośne. Nozdrza o kształcie szpary i rozdzielenie wyrostka kości przedszczękowej od wyrostka kości szczękowej świadczy o obecności rynokinezy u tego gatunku. Oczodoły nieznacznie mniejsze od puszki mózgowej.
Z kręgosłupa nie zachował się dźwigacz, ostało się dziesięć kręgów szyjnych, dwa między właściwymi szyjnymi a kręgowym, 7 piersiowych, 11 zrośniętych w synsakrum (mierzące 12 mm), 7 ogonowych oraz pygostyl długości 2,9 mm. Spośród kości kończyn dolnych poza stopą, najdłuższy jest tibiotarsus (25 mm), krótsza kość udowa (15 mm), zaś najkrótsza kość skokowa (13 mm). Anatomicznie M. sedilis nie przypomina znacznie żadnego znanego kladu siewkowych, a stanowi połączenie różnych cech. Ponadto posiada budowę stopy wskazującą raczej na ptaka przystosowanego do siedzenia na gałęzi – są to: proporcje kości kończyn dolnych, budowa bloczka kości skokowej, całkowite odwrócenie I kości śródstopia stycznej z podeszwową powierzchnią II kością śródstopia oraz długo tylny palec z zagiętym pazurem.